# أجيال ألعاب الفيديو المنزلية

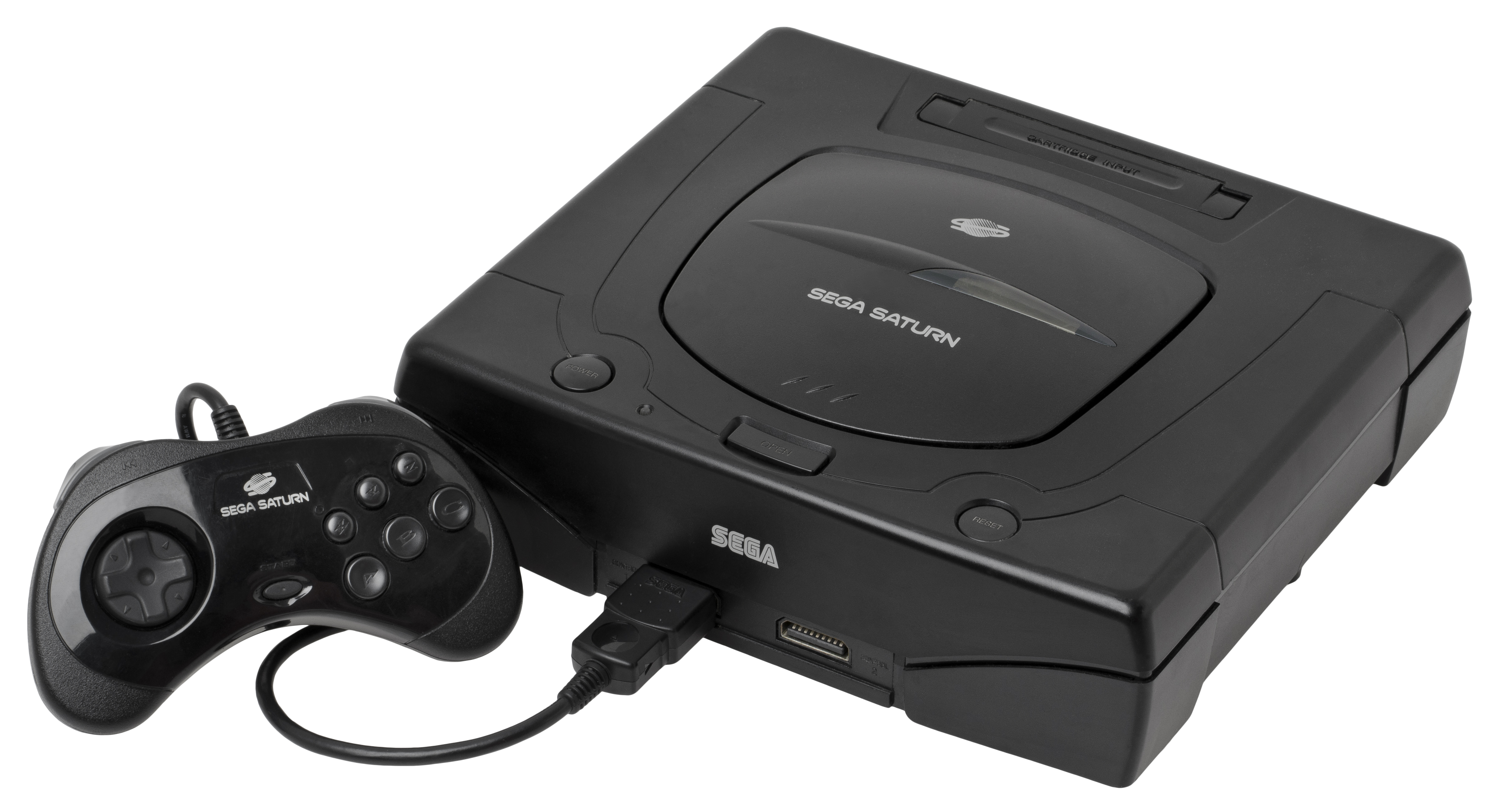
وحدة تحكم أمريكية من نوع زحل، معروضة بوحدة تحكم من النوع 2

في صناعة ألعاب الفيديو، قُسم سوق أجهزة ألعاب الفيديو المنزلية بنحو متكرر إلى أجيال، إذ جُمعت وحدات التحكم التي تُعد مشتركة في سوق تنافسية. منذ أول وحدات تحكم منزلية في عام 1972، ظهرت تسعة أجيال معروفة لوحدات التحكم المنزلية. عادةً ما يصدر جيل جديد من وحدات التحكم كل خمس سنوات تقريبًا، وبما يتماشى مع قانون مور )بالأنجليزية: Moore) للتكنولوجيا، على الرغم من أن الأجيال الحديثة قد امتدت لفترات طويلة بسبب استخدام مراجعات وحدة التحكم بدلًا من التصميمات الجديدة. لم تُعرف جميع وحدات التحكم المنزلية بوصفها جزءًا من هذه الأجيال؛ فقط تلك التي تعد وحدات تحكم تنافسية كبيرة تُصنف إلى أجيال، وغالبًا ما تُحذف الأنظمة، مثل وحدات التحكم الصغيرة، من هذه الأجيال.

## الخلفية والأصول
مثل معظم الأجهزة الإلكترونية الاستهلاكية، يجري تطوير وحدات التحكم في ألعاب الفيديو المنزلية بناءً على تحسين الميزات التي يوفرها المنتج السابق مع التطورات التي حققتها التكنولوجيا الحديثة. بالنسبة إلى وحدات تحكم ألعاب الفيديو، تحدث هذه التحسينات عادةً كل خمس سنوات، بعد تقدم قانون مور، إذ يتضاعف مقياس إجمالي تقريبي لقدرة المعالجة كل 18 شهرًا أو يزيد عشرة أضعاف بعد خمس سنوات. أدى هذا السوق الدوري إلى اعتماد نموذج شفرة الحلاقة (بالإنجليزية: Razorblade) على مستوى الصناعة في بيع وحدات التحكم بربح ضئيل مع تحقيق إيرادات من بيع الألعاب المنتجة لوحدة التحكم هذه، ثم نقل المستخدمين إلى طراز وحدة التحكم التالية في السنة الخامسة، مع دخول وحدة التحكم التالية إلى السوق. يدمج هذا النهج التقادم المخطط له في المنتجات لمواصلة جذب المستهلكين نحو شراء النماذج الأحدث.
نظرًا إلى ديناميكيات الصناعة، يقوم العديد من مصنعي وحدات التحكم بإصدار وحدات التحكم الجديدة الخاصة بهم في الفترة الزمنية نفسها، إذ يتقدم وحدات التحكم الخاصة بهم عادةً طاقة وقدرات معالجة مماثلة لمنافسيهم. لقد خلق هذا السوق المنهجي طبيعة أجيال وحدات التحكم. إذ صنف وحدات التحكم الأساسية في هذه الفترات الزمنية المجزأة التي تمثل وحدات تحكم ذات قدرات مماثلة، وتشترك في المساحة التنافسية نفسها. مثل وحدات التحكم، تبدأ هذه الأجيال عادةً بعد خمس سنوات من جيلها السابق، على الرغم من أن ذيولها قد تكون طويلة، تظل وحدات التحكم الشعبية قابلة للحياة بعد خمس سنوات.
جاء استخدام ملصق الجيل بعد بداية القرن الحادي والعشرين، إذ بدأت تقنية وحدة التحكم في النضج، مع تطبيق المصطلحات بأثر رجعي على وحدات التحكم السابقة. ومع ذلك، لم يجر تطوير تعريف وتحديد دقيق لأجيال وحدة التحكم باستمرار في الصناعة أو الأدبيات الأكاديمية منذ تلك النقطة. استندت بعض المخططات إلى بيانات السوق المباشرة، متضمنةً العمل الأساسي المنشور في مجلة آي إي إي إي (بالإنجليزية: IEEE) عام 2002, بينما يعتمد بعضهم الآخر على التحولات التكنولوجية. عملت ويكيبيديا نفسها على إنشاء نسختها الخاصة من تعريفات إنشاء وحدة التحكم التي تختلف عن المصادر الأكاديمية الأخرى، وقد جرى اعتماد التعريفات من ويكيبيديا من قبل مصادر أخرى ولكن دون وجود أي سبب منطقي وراء ذلك. التناقضات بين كيفية تجميع وحدات التحكم في الأجيال وكيفية تسمية هذه الأجيال قد تسببت في حدوث ارتباك عند محاولة مقارنة التحولات في سوق ألعاب الفيديو بالأسواق الاستهلاكية الأخرى. كيمير وآخرون (بالتركية: Kemer et al) مثلًا، يقدم تحليلًا مقارنًا لهذه الأجيال المختلفة استنادًا إلى الأنظمة التي جرى إصدارها حتى عام 2010.

## الجدول الزمني لأجيال وحدة التحكم
لأغراض التنظيم، تحافظ الأجيال الموصوفة هنا والصفحات اللاحقة على تقسيم ويكيبيديا للجيل، وتفكيك وحدات التحكم عمومًا من طريق ميزات التكنولوجيا كلما أمكن ذلك، ومع وحدات التحكم الأخرى التي صدرت في الفترة المدمجة نفسها في الجيل نفسه، وبدءًا من ملحمة (بالإنجليزية: Odyssey) ووحدات تحكم منزلية على طراز بونغ (بالإنجليزية: Pong) بوصفها وحدات تحكم منزلية على غرار الجيل الأول، وهو نهج جرى اعتماده وتوسيعه عمومًا من طريق صحافة ألعاب الفيديو. في هذا النهج، يبدأ الجيل بإصدار أول وحدة تحكم تحتوي على تلك الميزات، وتعد منتهية بآخر توقف معروف لوحدة التحكم في ذلك الجيل. مثلًا، يعد الجيل الثالث منتهيًا في عام 2003 مع الإيقاف الرسمي لنظام نينتيندو الترفيهي (بالإنجليزية: Nintendo Entertainment System) في ذلك العام. هذا يمكن أن يخلق سنوات مع تداخلات بين عدة أجيال.
يستخدم هذا الأسلوب مفاهيم الذرات (بالإنجليزية: (Bits أو حجم طول الكلمة الفردي الذي تجري معالجته بوساطة المعالجات الموجودة على وحدة التحكم، لأجيال وحدة التحكم السابقة. أدت أطوال الكلمات الأطول عمومًا إلى تحسين مفاهيم اللعب والرسومات وقدرات الصوت مقارنة بالأقصر. بدأ استخدام البتات لتسويق وحدات التحكم للمستهلكين مع توربو جرافكس 16 (بالإنجليزية: TurboGrafx 16)، وهي وحدة تحكم تستخدم وحدة معالجة مركزية 8 بت مشابهة لنظام نينتيندو الترفيهي (NES)، ولكنها تضمنت وحدة معالجة رسومية 16 بت. قامت شركة NEC، الشركة المصنعة لوحدة التحكم، بتسويق وحدة التحكم نظام 16 بت، على نظام NES 8 بت، لتأسيسه نظامًا متفوقًا. وحذا معلنون آخرون حذوهم، مما خلق فترة تُعرف باسم حروب البت استمرت خلال الجيل الخامس، إذ حاول مصنعو وحدات التحكم التفوق على بعضهم بعضًا ببساطة على حساب عدد البتات في نظامهم.